# Ecsenius portenoyi
Ecsenius portenoyi es una especie de pez de la familia Blenniidae en el orden de los Perciformes.

## Morfología
• Los machos pueden llegar alcanzar los 4,5 cm de longitud total.

## Reproducción
Es ovíparo.

## Hábitat
Es un pez de mar y de clima tropical  que vive hasta los 14 m de profundidad.

## Distribución geográfica
Se encuentra en Fiyi y la Samoa Americana.